# Niewiasta (pismo)
Niewiasta – tygodnik literacki  wydawany w Krakowie w latach 1860–1863 pod redakcją Kazimierza Józefa Turowskiego.
Pismo odegrało dużą rolę w kształtowaniu nowego punktu widzenia na sprawę kobiecą, gdyż występowało przeciw tradycyjnym formom wychowania dziewcząt i popierało kulturową i prawną emancypację kobiet. Poza tekstami o charakterze filozoficznym i pedagogicznym ukazywały się na łamach pisma różne formy literackie, a także poważne rozprawy dydaktyczne, recenzje, omówienia prac literackich i historycznych, wiadomości z nauk przyrodniczych i informacje z życia artystycznego oraz przegląd najnowszej mody.
Do stałych współpracowników tygodnika zaliczali się: Michał Bałucki, Adam Bełcikowski, Józef Dzierzkowski, Karol Estreicher, Władysław Koziebrodzki, Józef Kremer, Karol Libelt, Anna Libera, Władysław Łoziński, Gabriela Puzynina, ks. Walerian Serwatowski, Alfred Szczepański, Józef Szujski, Jan Kanty Turski, Paulina Wilkońska, Eleonora Ziemięcka.
Ukazało się 112 numerów tego pisma.